# Idea malabarica
Idea malabarica är en fjärilsart som beskrevs av Moore 1877. Idea malabarica ingår i släktet Idea och familjen praktfjärilar. IUCN kategoriserar arten globalt som nära hotad. Inga underarter finns listade i Catalogue of Life.

## Bildgalleri

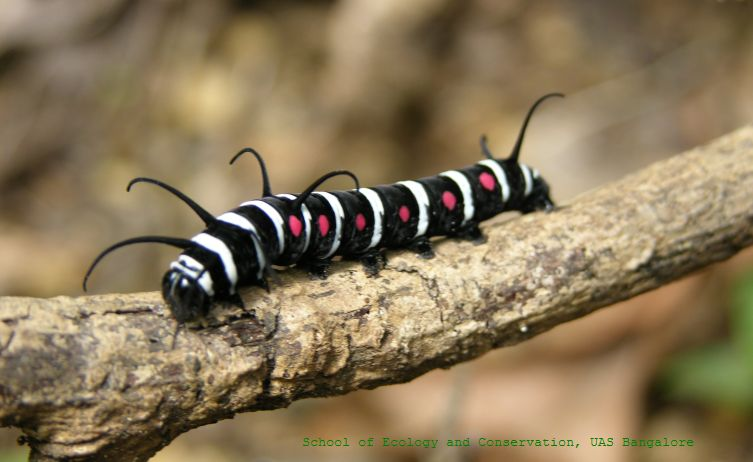
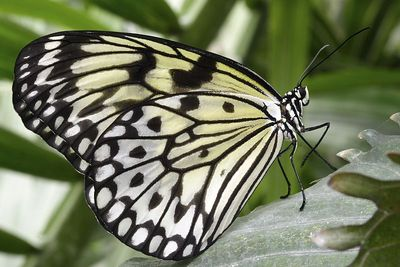
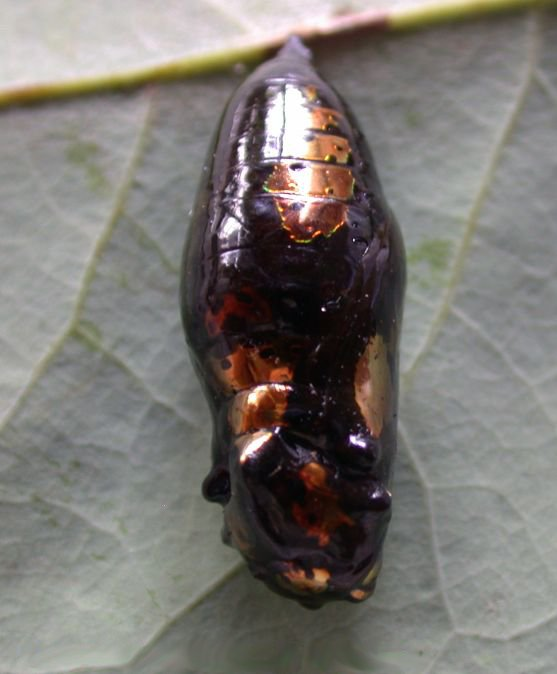
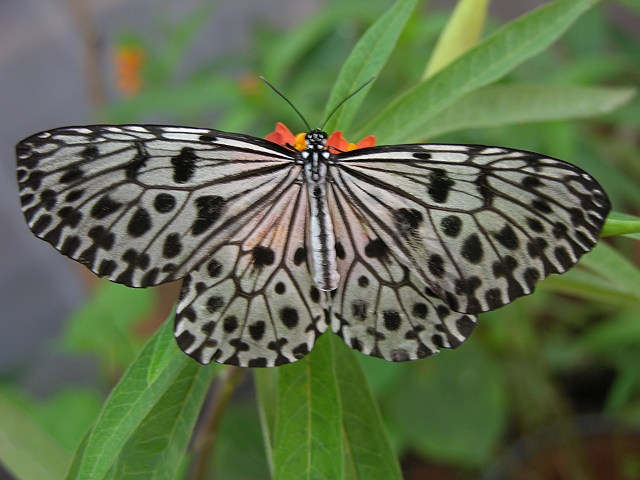
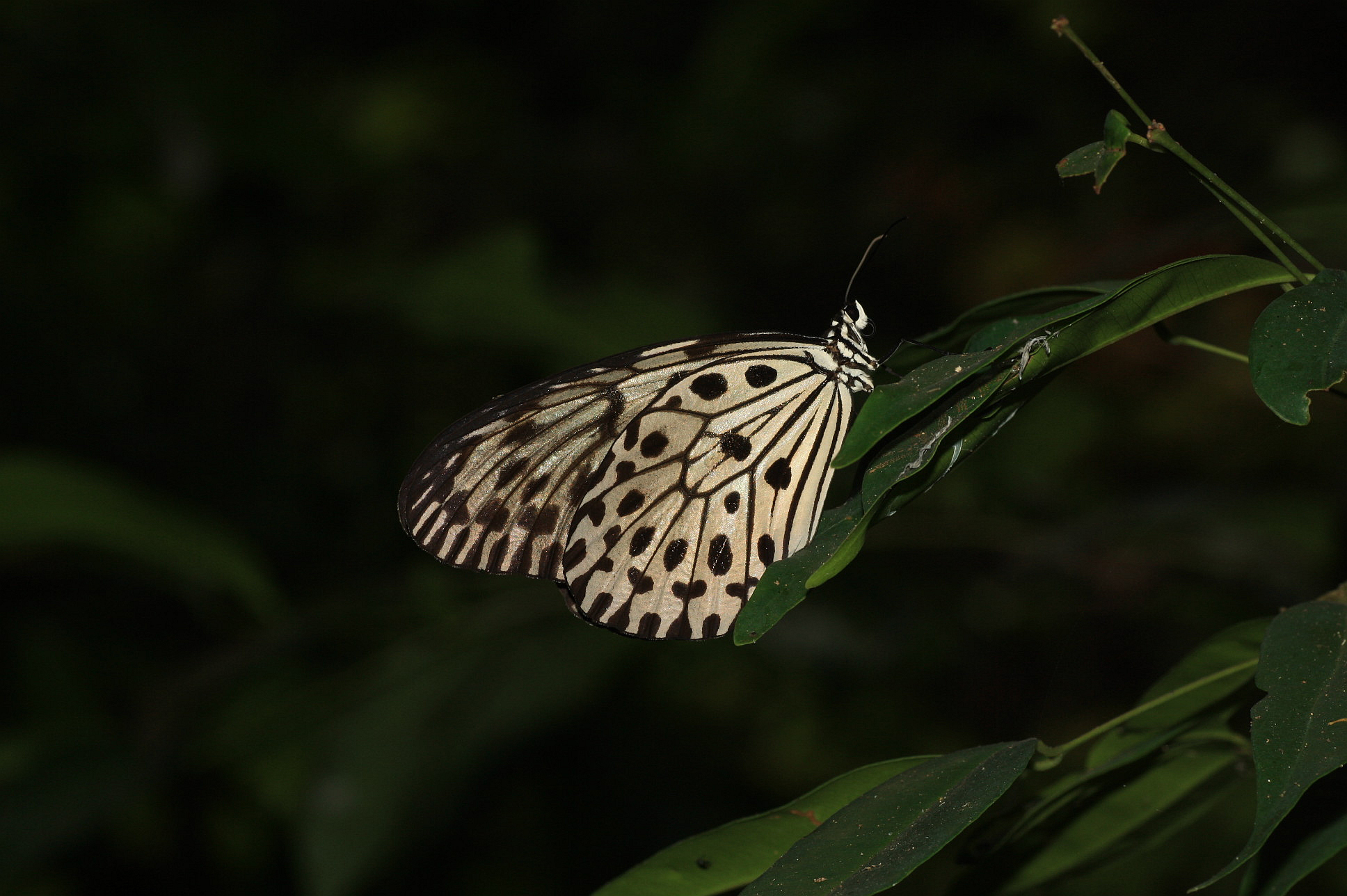
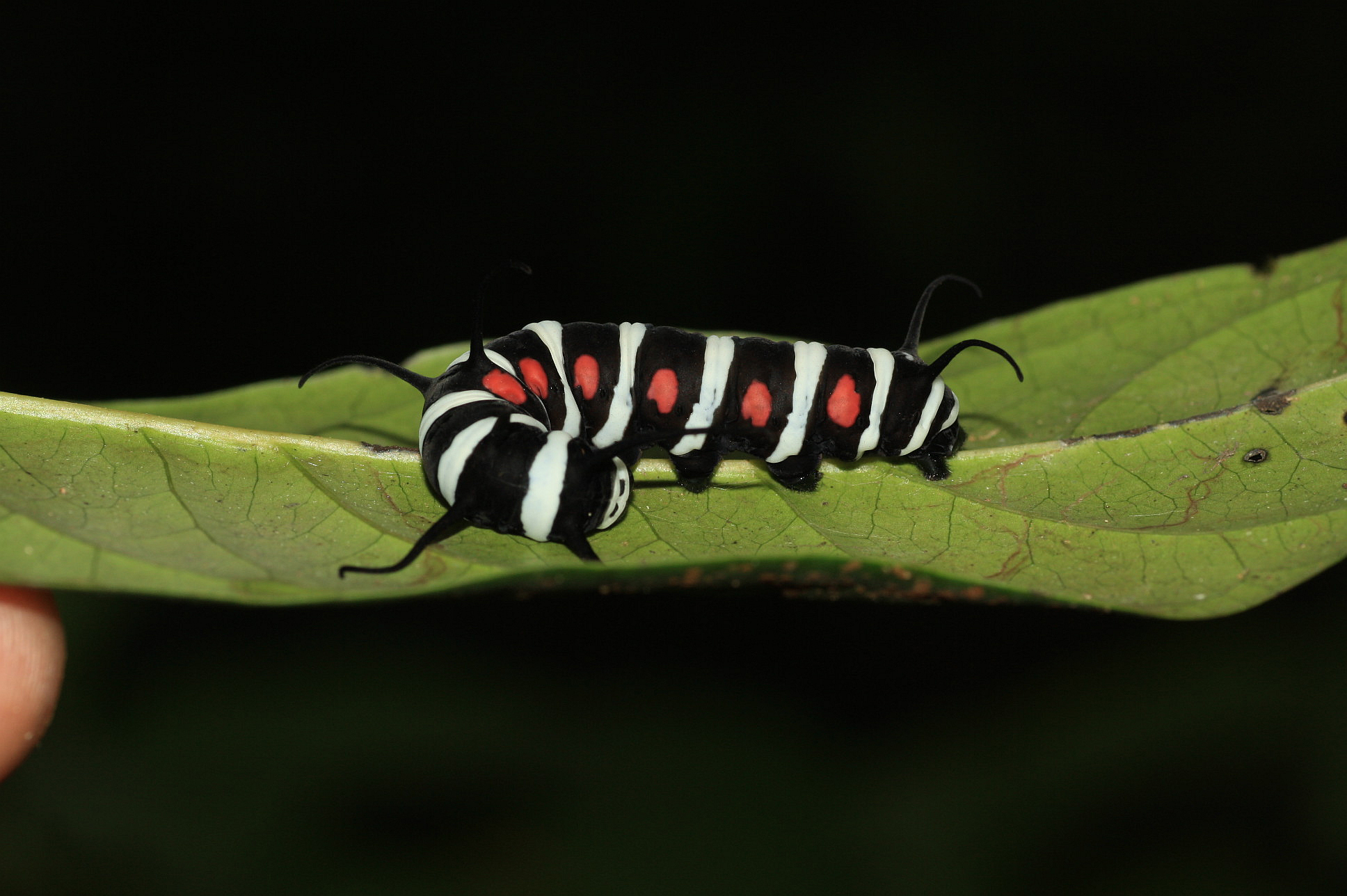